# Kadiogo Club Ouagadougou
Kadiogo Club Ouagadougou war eine Fußballmannschaft aus Ouagadougou, der Hauptstadt des westafrikanischen Staates Burkina Faso, dem damaligen Obervolta.
Er entstand, als in den 1970er-Jahren beschlossen wurde, die Kräfte in den beiden großen Städten des Landes zu bündeln, um die Erfolgschancen auf kontinentaler Ebene zu erhöhen. Auf nationaler Ebene war der Verein Silures Bobo-Dioulasso unterlegen, bis das Konzept der regionalen Auswahlmannschaften wieder aufgehoben wurde.
Größter Erfolg war die Halbfinalteilnahme des African Cup Winners’ Cup 1978.
Zu den ehemaligen Trainern des Klubs zählt der Deutsche Otto Pfister.